# Râul Cârlig, Șorogari
Râul Cârlig este un curs de apă, afluent al râului Șorogari.